# Ghiacciaio Burns (Dipendenza di Ross)
Il ghiacciaio Burns è un ghiacciaio lungo circa 22 km situato nella parte nord-occidentale della Dipendenza di Ross, nell'Antartide orientale. Il ghiacciaio, il cui punto più alto si trova a circa 1100 m s.l.m., si trova sulla costa di Borchgrevink, dove si forma nella parte meridionale dei monti Southern Cross, nella zona centrale dei colli Random, da dove fluisce verso nord, costeggiando il versante orientale dell'altopiano Pinckard, per poi virare verso est e unire il proprio flusso a quello del ghiacciaio Tinker.

## Storia
Il ghiacciaio Burns è stato mappato da membri dello United States Geological Survey (USGS) grazie a fotografie aeree scattate dalla marina militare statunitense nel periodo 1960-63, e così battezzato dal Comitato consultivo dei nomi antartici in onore di John P. Burns, un operatore radio di stanza alla stazione McMurdo nelle squadre invernali dal 1963 al 1967.